# بیلت (روزنامه)
بیلت (به آلمانی: Bild)، روزنامهٔ عامه‌پسند آلمانی‌زبان چاپ برلین است. روزنامهٔ پرتیراژ بیلت با بیش از دو میلیون و پانصد هزار شمارگان روزانه و دوازده میلیون بازدید روزانه از تارنمای اینترنتی، تأثیرگذاری ویژه‌ای در سیاست آلمان دارد.
این روزنامه برای نخستین بار در ۲۴ ژوئن ۱۹۵۲ در برلین غربی پایه‌گذاری شد و پس از اتحاد دوبارهٔ آلمان همچنان به انتشار ادامه داد. روزنامهٔ بیلت به بنگاه انتشاراتی اکسل اشپرینگر تعلق دارد.
این روزنامه در سال‌های ۱۹۴۸ تا ۲۰۱۲، برای جذب هرچه بیشتر مخاطب، در صفحهٔ نخست‌اش از تصاویر زنان سینه‌لخت استفاده می‌کرد.